# Webera rhaetica
Webera rhaetica là một loài Rêu trong họ Bryaceae. Loài này được (Rota) Paris miêu tả khoa học đầu tiên năm 1906.